# Rota, Nordmarianerna
Rota (chamorro Luta, tidigare Sarpan) är en ö i Nordmarianerna i västra Stilla havet.

## Geografi
Rota är den sydligaste ön bland Nordmarianerna och ligger cirka 117 km söder om huvudön Saipan och cirka 58 km norr om Guam. Geografiskt ligger ön i Mikronesien och de geografiska koordinaterna är 14°09′ N och 145°12′ Ö. Ön utgör en egen kommun.
Ön är av vulkaniskt ursprung och har en sammanlagd areal om ca 85 km² med en längd på ca 19 km och ca 8 km bred. Den högsta höjden är Mount Manira på ca 496 m ö.h.
Befolkningen uppgår till cirka 3.200 invånare. Huvudorten Songsong med ca 1.100 invånare ligger på öns västra del.
Ön har en flygplats Rota International Airport (flygplatskod "ROP") nära orten Sinapalo.

## Historia
Marianerna har troligen varit bebodd av polynesier sedan 1500-talet f Kr. Ögruppen upptäcktes av portugisiske Ferdinand Magellan i mars 1521 som då namngav öarna "Las Islas de Los Ladrones". Öarna hamnade 1667 under spansk överhöghet och döptes då om till "Islas de las Marianas".
Under första världskriget ockuperades området i oktober 1914 av Japan. Japan erhöll förvaltningsmandat över området av Nationernas förbund vid Versaillesfreden 1919. Marianerna ingick sedan i Japanska Stillahavsmandatet. Under den japanska förvaltningen odlades och raffinerades socker på ön.